# غريغ هيكي
غريغ هيكي هو لاعب هوكي الجليد كندي، ولد في 8 مارس 1955 في تورونتو في كندا.

## وصلات خارجية
- غريغ هيكي على موقع دوري الهوكي الوطني (الإنجليزية)
- غريغ هيكي على موقع قاعة مشاهير الهوكي (لاعب أن.إتش.أل) (الإنجليزية)
- غريغ هيكي على موقع EliteProspects.com (الإنجليزية)
- غريغ هيكي على موقع HockeyDB.com (الإنجليزية)
- غريغ هيكي على موقع Hockey-Reference.com (الإنجليزية)